# Boursonne
Boursonne település Franciaországban, Oise megyében. Lakosainak száma 306 fő (2022. január 1.). Boursonne Coyolles, Villers-Cotterêts, Autheuil-en-Valois és Ivors községekkel határos.

## Népesség
A település népességének változása:
| Lakosok száma | 296  | 300  | 308  | 300  | 311  | 317  | 314  | 310  | 306  |
|               | 2013 | 2015 | 2016 | 2017 | 2018 | 2019 | 2020 | 2021 | 2022 |